# Baraka (république démocratique du Congo)
 (mai 2019).
 (mai 2019).
- Si vous ne connaissez pas le sujet, laissez ce bandeau (vous pouvez alors contacter les auteurs).
- Si vous supprimez le contenu mis en cause (vous pouvez préalablement contacter les auteurs),

argumentez précisément cette suppression dans la page de discussion
(un manque de référence n'est pas un argument ; une recherche réelle de référence doit avoir été effectuée, être formellement documentée).
 (mai 2019).
Si vous disposez d'ouvrages ou d'articles de référence ou si vous connaissez des sites web de qualité traitant du thème abordé ici, merci de compléter l'article en donnant les références utiles à sa vérifiabilité et en les liant à la section « Notes et références ».
Pour les articles homonymes, voir Baraka.
Baraka est une ville située dans la province du Sud-Kivu à l’est de la République démocratique du Congo.

## Géographie

### Situation géographie
Baraka est une ville de la province du Sud-Kivu en République démocratique du Congo, située à l'ouest de la pointe de la longue presqu'île d'Ubwari et sur la rive occidentale du lac Tanganyika.
Elle est constituée des trois communes : Baraka centre, Katanga et Kalundja. En son centre se trouvent Mmoma, Maison Escale, AEBAZ, Mwemezi, Macampagne, Malala, Majengo, Matata, Kibondjwa et Mushimbakye. Le AEBAZ est un quartier densément peuplé, vivant du commerce. Dans ce quartier sont érigés d'importants hôtels, des chaînes de restauration rapide ainsi que des grands magasins. Baraka est un centre urbain qui fait régulièrement des échanges commerciaux avec le Burundi, la Tanzanie et la Zambie.

### Population
Elle compte 215 289 habitants sur une superficie de 25 km2. Baraka est le troisième centre urbain d'importance au Sud-Kivu.
La ville de Baraka s'étend de la rivière Lweba à la rivière Mutambala et au rivage du lac Tanganyika. En son cœur se trouve un aérodrome au bord duquel s'alignent des villas modernes. Cette ville est le poumon socio-économique du territoire de Fizi avec une économie agricole présente dans les périphéries. La majeure partie de la population du territoire de Fizi réside à Baraka. Cette ville est reliée aux villes de Lubumbashi au sud et de Bukavu au nord par la RN5.
Baraka compte parmi les trente-cinq principales villes de la république démocratique du Congo ordonnées par le gouvernement central dont vingt-six sont des chefs-lieux des provinces et neuf sont des villes socio-économiques : Baraka, Bandundu, Beni, Boma, Butembo, Likasi, Mwene-Ditu, Uvira, et Zongo. Baraka est l'une des meilleures villes de la RDC pour sa qualité de vie. Elle est aussi parmi les villes proposées pour la province du Sud-Kivu avec Uvira, Shabunda et Kamituga.
Baraka jouit d'un rayonnement international grâce à sa diaspora, son évêché de l'Église Méthodiste Libre du Congo, sa position stratégique pour les pays de l'Afrique de l'Est et du Centre, et la présence des bureaux de liaisons de certaines organisations internationales (FAO, HDCH, HCR, MONUSCO, OIM, OMS, PAM, PNUD, UNESCO, UNICEF, etc.).
Baraka étant une ville cosmopolite, certains pays (Burundi, Rwanda, Tanzanie, Zambie, Malawi, etc.) envisagent d'ouvrir leur liaison consulaire à Baraka à cause de la présence importante de leur peuple dans cette localité. À cause du nombre important des fidèles catholiques dans le territoire de Fizi, l'idée de l'instauration du diocèse de Baraka est au stade terminal au sein de la Conférence épiscopale nationale du Congo (Cenco).
La ville de Baraka est au sud de Bukavu, de Goma et d'Uvira, au nord de Kalemie et Lubumbashi, à l'est de Kindu, à l'ouest de Kigoma et de Bujumbura. Elle est accessible par voie aérienne à l'aérodrome de Baraka et à l'aéroport de Malinde, par voie maritime via les voies ferroviaires (Kigoma) et lacustres au port de Mushimbakye et par voie terrestre via la RN5 de la RDCongo.
Contrairement aux grandes villes de provinces des Sud-Kivu et Nord-Kivu, Baraka est la seule ville à échapper aux catastrophes naturelles occasionnées par les éruptions volcaniques, les tremblements de terre et les glissements de terrain qui frappent périodiquement les villes de Bukavu, de Goma et d'Uvira.
Les villes de Bukavu et Uvira, selon les sismologues, sont des localités situées dans la faille sismique régionale ; certains quartiers de ces deux villes peuvent aussi être frappés par des glissements de terrain. De plus, la ville de Bukavu est dans l'épicentre sismique avec un risque élevé d'éruption limnique en provenance du lac Kivu. Quant à la ville de Goma, elle se situe sur le relief volcanique toujours actif. Tandis que Baraka est la seule ville de l'ensemble du Kivu en bordure d'un lac à être épargnée par les catastrophes naturelles et c'est pourquoi elle est appelée un "lieu sûr". Cette ville est construite sur l'une des rares plaines à l'Est du pays formée par le lac Tanganyika et le mont Mitumba.

### Climat
La ville de Baraka est située au 04° 05′ 38″ S 29° 04′ 58″ E et au rivage du lac Tanganyika avec une altitude moyenne de 820 mètres. Le climat, de type tropical, offre un ensoleillement dominant toute l’année et une température moyenne de 23 °C. Le plus haut niveau de la température arrive à 26 - 30 °C au cours des périodes les plus chaudes. Baraka connaît 2 saisons : la saison sèche et la saison pluvieuse.

### Hydrographie
L'eau douce recouvre 1/3 de la superficie de l’île de Baraka. Le territoire englobé par la ville contient le bassin hydrographique du lac Tanganyika et deux grandes rivières : Mutambala et Nemba. Les autres rivières sont  : Lweba, Lwindi, Luke, Mukera, Mwemezi, Kiriza, Rubana, etc.
La ville de Baraka est une île, entourée par le lac, les rivières Mutambala, Luke et Lweba.
Toutes les eaux de ces rivières se jettent dans le lac Tanganyika en formant une vaste plaine vers les rives des rivières et du lac. C'est vers l'embouchure de la rivière Mutambala et Nemba que nous trouvons le gisement de pétrole. Les chaux englobent toute la presqu'île d'Ubwari l'Est de la ville et tout l'Ouest de Baraka, précisément à Mwasombo, Mwambangu, MongeMonge, Mwatembo, etc. Les hauts plateaux de l’île de Baraka contiennent le gisement de l'or, de diamant, du coltan, d'étain, de la bauxite, du fer, du manganèse, du charbon, du cobalt, du nickel et de la tourbe.

## Histoire

### Origine
Elle tire son nom d'un mot arabe qui signifie sagesse ou bénédiction. À l'origine, Baraka était un petit village de pêcheurs.

### Histoire culturelle
La désignation de Baraka comme ville culturelle est née par la symbiose de la culture Bembe avec celles de Bwari,Lega, Buyu, Hemba, Bangubangu, Goma, Zoba, Bingya, Bemba, Luba, Zimba, Batswa, Vira, Fulero, Tabwa, Holoholo , Bashi  ainsi que la présence des Arabes, des Belges et des missionnaires catholiques d'origine italienne et des protestants en provenance des États-Unis, des Indiens de l'Inde et des Chinois dans ce coin du pays. Ce métissage culturel a fait de la ville de Baraka un centre culturellement riche en RDC et dans la région des Grands Lacs.

### DuXIVeauXVIIesiècle
Vers 1400, Baraka était déjà le lieu où les indigènes descendaient de la haute terre dans le but de pêcher les poissons pour se nourrir. À cette période, les plages de Baraka servaient aux rituels du peuple autochtone de cette contrée et un endroit propice de navigation pour explorer l'autre rive du lac Tanganyika. C'est à cette période que les Bembes ont baptisé le nom du lac, Étanga 'ya ni'a d'où le nom du Tanganyika, donc c'est à Baraka que le nom du lac tire son origine.

### XVIIIesiècle
Baraka est une ville fondée par les Arabes pour le commerce triangulaire au XVIIIe siècle.

### XIXesiècle
Baraka, anciennement Bomani, était un grand centre de commerce doté d'un grand port pour garder les esclaves venus du Kasongo, afin de les acheminer à Ujiji (Tanzanie). Il y a jusqu'à ce jour des ruines des guerres de Belges contre les Arabo-Swahili dans le quartier AEBAZ de Baraka (Bomani).
En 1858, les parties d'Ubwari, de Kibanga et de Baraka avaient été nommées la baie Burton, d'après le nom de l'explorateur européen (anglais) Richard Francis Burton, tandis que les missionnaires catholiques — (P. Théophile Dromaux (1849-1909), P. François Coulbois (1851-1920) et P. Henri Delaunay (1849-1885) — l'avaient appelée Lavigerieville (Kibanga).
Lavigerie est une commune française dans le département du Cantal en Auvergne, mais elle est aussi une congrégation des missionnaires belges en Afrique et le nom d'un ancien évêque, d'où le choix du nom de Lavigerieville par les missionnaires catholiques de cette époque. Les autres colons voudraient que Baraka porte le nom de Ligerzville à cause de sa ressemblance hydrographique avec Ligerz, qui est une commune suisse de canton de Berne en Bienne. Donc, la ville de Baraka est un endroit adorable et convoité par les Arabes, les Indiens de l'Inde, des colons belges, des explorateurs et des missionnaires, c'est pourquoi chacun avait tendance de baptiser son nom. Aujourd'hui, le nom arabe, Baraka, a pris raison dont sa signification et son origine sont mentionnées au début de cet article.
En 1882, le village est devenu la première entité administrative du Kivu à adopter un modèle urbain.
Vers 1890, la Belgique perçoit la présence des Arabes au bord du lac Tanganyika comme un élément pouvant contrarier son projet de coloniser l'est du Congo. C'est pourquoi elle décide de les attaquer en utilisant le motif de la lutte anti-esclavagiste et organise une expédition militaire dont l'objectif officiel est de mettre les populations indigènes du Congo à l'abri de la traite des esclaves. Des opérations militaires ont lieu de 1892 à 1894, et après une bataille entre les Arabes et les Belges, la ville de Baraka devient colonie belge.

### XXesiècle
Pendant la Première Guerre mondiale, les Belges repoussent les Allemands depuis Baraka en occupant les villes de Kigoma et Tabora en Tanzanie, ainsi que les villes de Bujumbura et Rumonge au Burundi, en 1916, sous les commandants de la Force publique, Tombeur, celui-ci est d'origine belge et Mbavu Moya d'origine Bembe. Cette Force publique comptait 24 000 hommes originaires du Congo belge. La ville de Baraka a également soutenu l'indépendance du Congo en hébergeant les lumumbistes et les mulelistes.
Vers 1957, les gens de Baraka, précisément dans la commune de Katanga ont assisté à une révolte contre le système de paysannerie et des matraques. Cette révolte était conduite par Monsieur ÉMBOLO de tribu Bembe, celui-ci avait arrêté les colons belges, parmi eux: Kanyembwe, Baléhasé, Matalatala, Paon, Lika, administrateur du territoire de Fizi, Chef de police, etc. ; il les avait infligés les matraques dans le langage local, viboko, comme récompenses à tous les fouets et les corvées que les Congolais subissaient à cause de la colonisation. Par après, il a été arrêté et conduit à la prison centrale de Bukavu, puis relâché après un an de la pénitence. En 1989, Émbolo avait encore arrêté les militaires de FAZ qui ont pillé les biens de la population dans la commune de Baraka. Il est mort et enterré à Katanga à cause de la maladie. Vers 1995, la ville de Baraka a été alimentée par un groupe électrogène, fond propre de Mwene Malungu. Le 24 avril 1965, la ville de Baraka a accueilli le révolutionnaire Che Guevara.
Le 24 décembre 1966, la ville de Baraka était devenue le chef-lieu du district du Sud-Kivu par le décret présidentiel. De plus l'arrêté présidentiel du 29 octobre 1971 et la loi du 5 janvier 1973 confirment bel et bien Baraka comme étant le chef-lieu de la sous-région du Sud-Kivu jusqu'en 1988 lors de la division de la province du Kivu en trois régions (Maniema, Nord-Kivu et Sud-Kivu).
Le gouvernement congolais de Kinshasa a choisi Baraka en raison de la création de la République du Maquis de Fizi en 1967. Cet État socialiste dominait la région après la rébellion Simba. De ce fait, entre 1967 et 1986, la ville est restée sous le contrôle des forces du Maquis. La ville de Baraka a été transformée par le gouvernement du Maquis en son principal port d'exportation. De ce fait, les employés de l'administration sous-régionale du Kivu ont refusé de travailler à Baraka. L'existence de l'État sécessionniste du Maquis de Fizi a également empêché la construction des installations administratives sous-régionales du Kivu, les employés choisissant de travailler temporairement à Uvira.
Baraka est aussi le siège de l'Église Méthodiste Libre du Congo.

### XXIesiècle
En république démocratique du Congo, la ville de Baraka est le symbole de la résistance, de la paix, du patriotisme et de l'unité du pays. De plus, elle est la place vertueuse pour ériger le monument symbolique d'un peuple, car c'est à Baraka qu'a eu lieu le baptême du nom du lac Tanganyika qui entoure quatre pays (Burundi, la République Démocratique du Congo, Tanzanie et Zambie). De plus, la bataille des Belges contre les Arabes lors d'esclavagisme, la révolution anticolonialisme en infligeant les Belges aux matraques que les Congolais étaient victimes, l'offensive des Belges contre les Allemands pendant la Deuxième Guerre mondiale et la bataille de camarade Kabila contre citoyen Mobutu ont eu lieu à Baraka.
À la suite des deux batailles belges lancées à Baraka, les dirigeants de la colonie du Congo belge proposaient d'ériger à cet endroit un monument historique. À cause de l'indépendance la construction de monument n'a pas pu être exécutée.
En effet, les victoires réalisées par les belligérants favorisent la ville de Baraka d'être munie d'un symbole de victoire. Ces victoires sont celles de Laurent Désiré Kabila, des soldats de la Force Publique, des Forces armées zaïroises (F.A.Z.), des Forces armées de la république démocratique du Congo (FARDC), de la Force populaire (F.P/Maï-Maï), etc.
Le 10 février 2006, par la construction de leurs bâtiments modernes, Bita Tanganika, Mcumbe Alinoti et Miléndé Msoshi ont éveillé la conscience des peuples de Baraka pour que cette ville soit vêtue des nouvelles maisons.
Le 10 février 2010, elle est élevée au statut de ville par le gouvernement national et provincial de la RDC. En tant que ville, Baraka a été confirmée par le décret ministériel portant le numéro 13/29 du 13 juin 2018.
Concernant la mairie de Baraka, le premier maire Jacques M'MBUCWA HUSSEIN et son adjoint TABISHA M'MONGELWA tous nommés par l’ordonnance présidentielle numéro 18/164 du 29 décembre 2018.
Le 10 février 2011, Baraka a accueilli les autorités locales, régionales, nationales et internationales à cause du premier procès en R.D.Congo des 11 officiers militaires congolais pour la violence sexuelle faite à Fizi.
Le 20 juin 2012, l'énergie thermique pour desservir la ville de Baraka a été renforcée par le gouvernement central pour allumer les ménages et éclairer les poteaux publics de cette ville.
L'action de la mobilisation et de la visibilité pour la construction de la ville de Baraka a été menée par Kisasu Félicien, Mcumbe Alinoti, Bita Tanganika et Miléndé Msoshi. Ces quatre personnes ont porté le flambeau de leur ville jusqu'à sa modernisation.
Kisasu Félicien avait consacré toute son énergie en faisant les appels à la diaspora à construire chacun une maison de luxe à Baraka. Ces appels furent entendus, voici maintenant que la ville de Baraka connait un grand développement.

## Administration
La ville Baraka compte 3 communes :
- Kalundja (limite : rivière Kandali, rivière Mkemakye, lac Tanganyika et montagne Makundu) ;
- Baraka-Centre (limite : rivière Mkemakye, lac Tanganyika et montagne Efuma) ;
- Katanga (limite : rivière Musimbakye, rivière Mutambala, lac Tanganyika et rivière Lúé).

## Code

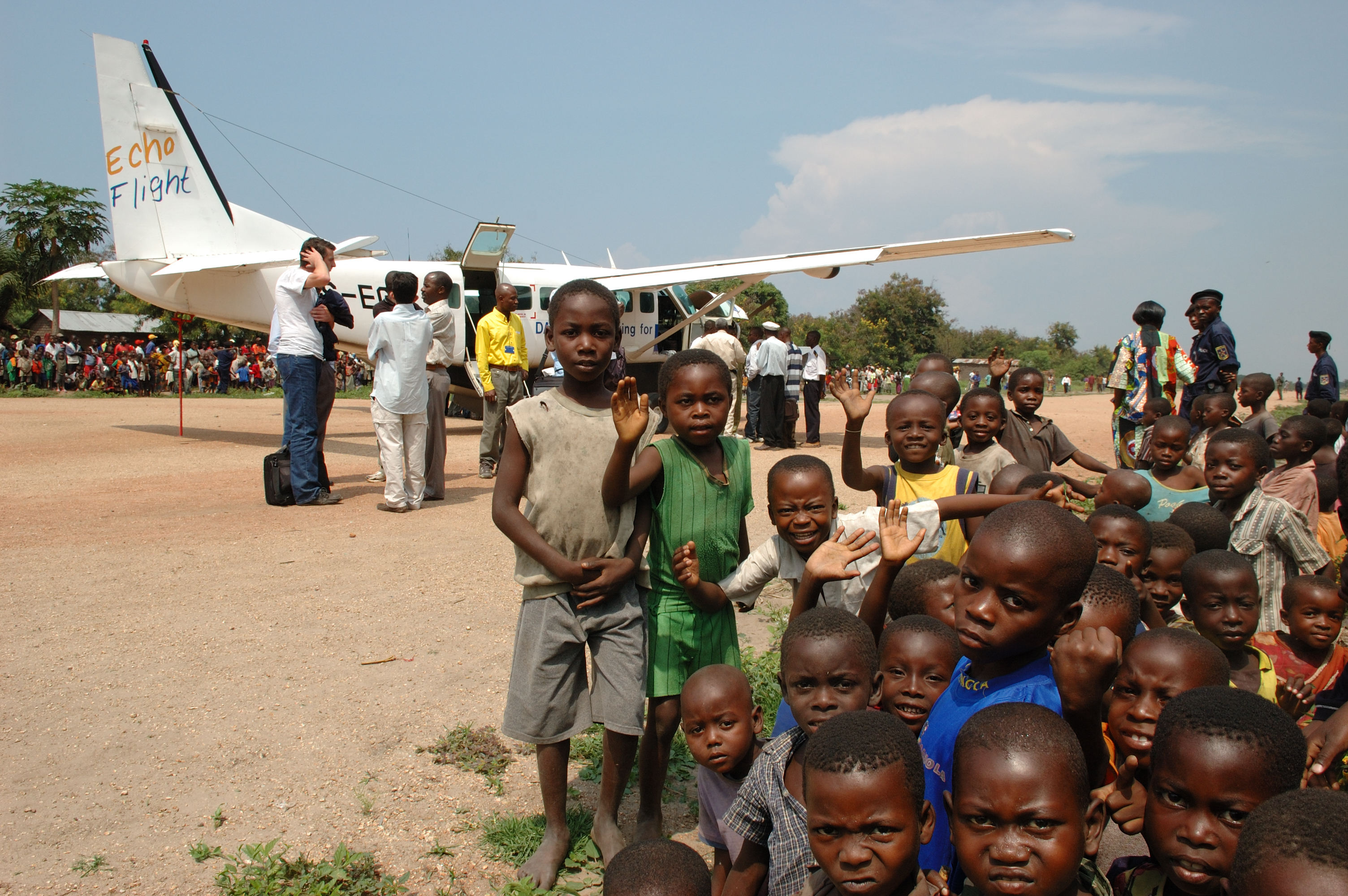
Un avion sur la piste de Baraka en 2007.

Depuis sa création, la ville de Baraka a comme code BA avec celui de l'aéroport principal de Fizi, baptisé l'aérodrome de Malinde est FBA.

## Gentilé
Les habitants de la ville de Baraka sont appelés les Barakois et les Barakoises.

## Totem et symbole
La ville de Baraka est représentée par le totem du masque "ecwabùka" du dieu Alùnga. Ce symbole est devenu une icône populaire dans la ville de Baraka avec la construction du monument par le Père Cima dans la commune de Katanga (Sud-Kivu), puisque l'image d'Alùnga est sur ce monument.
Les figures géométriques que ce peuple de la ville de Baraka préfère est le triangle, symbolisant le mariage pour l'homme, l'unité, les trois communes (Baraka Centre, kalundja et Katanga), les trois anciens tribus (Bembe, Bwari, Zoba) de la ville, les trois structure de la lignée (tribu, clan, famille), les trois rivières (Luke, Lwindi et Mukera) qui se jettent dans la rivière sacrée de tribu Bembe (Mutambala) et à l'intérieur du triangle nous avons le cercle identifiant le mariage pour la femme, à l'intérieur du cercle, il y a deux points qui signifient la présence des enfants (garçon et fille) dans la famille. Ces insignes étaient tatoués sur les joues et les fronts des peuples Bembes.
Les couleurs que les habitants de cette ville adorent sont : le blanc (lù'hemba) qui représente la femme, les enfants, la vie, la lumière, la paix et la nourriture ; le rouge (tùhùlù ou m'muse) est symbole de l'homme, du sang, de la guerre et de la culture ; le noir (m'milù) représente les morts, les esprits et la flore; la couleur verte (emena) signifie l'eau, la pluie, l'arc-en-ciel et la faune. Chacune de ces quatre couleurs a une signification spécifique. Ces dernières sont affichées sur l'étoffe du drapeau de cette ville.

## Éducation
En rapport avec le système éducatif congolais, Baraka compte de nombreuses écoles primaires, secondaires, deux instituts supérieurs et une université.
À Baraka, les écoles secondaires les plus connues sont les instituts Mwenge Wa Taïfa, anciennement dénommé Collège Notre Dame Tanganyika, De Baraka (École officielle), Complexe scolaire Biesse, complexe scolaire Isoko, école secondaire Umoja, Masoka, Mshimbakye, Mapendo, Kalundja, Kandali, Lweba, Karamba, Lycée Mama Yemo et Umo-Lubenga ainsi que les écoles primaires Akye Atô, Bwiseélelo, Kafulo, Kalundja, Kakomba, Kandali, Kaseke, Kimanga, Lweba, Malinde, Mama Yemo, Mshimbakye, Mwandiga, lycée Mama Yemo et Umo-Lubenga de Katanga.
Les écoles pour l'enseignement supérieur et universitaire à Baraka sont : l'Institut Supérieure Pédagogique de Baraka (ISPBA), l'Institut supérieur technique médical de Baraka (ISTMBA), l'Université Espoir du Congo (UEC), l'École Supérieure de Technique de Mine de Baraka (ESTBA) et Formation Professionnelle Nationale de Baraka (FPNBA).
Actuellement, la province éducationnelle du Sud-Kivu 2 se situe à Baraka.

## Soins de Santé
La ville de Baraka a un hôpital, Hôpital général de Référence de Baraka et six Centres de santé, entre autres ceux de Baraka, de Mshimbakye,  de Malinde,  de Kalundja, de Lweba et d'Ubwari ainsi que la maternité de Katanga.
Baraka est le seul endroit dans le territoire de Fizi qui possède un hôpital moderne avec plusieurs centres de santé pour désengorger le nombre des patients dans leur hôpital. Il est évident de savoir que l'hôpital de Baraka possède quatre médecins et chaque centre de santé a un médecin désigné. Au total, la ville de Baraka a onze médecins, douze médecins assistants et plusieurs infirmiers.

## Sport
Le football occupe une place privilégiée dans la vie des habitants de la ville de Baraka, en tant que sport principal. Le Flambeau de Fizi, Vijana Prestige, Bata et Lobenga, Masanze, urafiki, nyota club, Kali ha sport, Bilima sumu de mukangi, et Ubwari sport sont des équipes principales dans cette ville.
Vers les années 1982-1983 Flambeau du Zaire a l'époque recrutant une nouvelle génération de jeunes Barakois qui évolués dans de petites formations locales dans different quartier : Ebondjwa mwapelelo; étaient recrutes :Safari Pililo Anthos, Mwenebatu Salumu Ebodet, defunt Ebahece'e (Jean Tigana) tous évolués dans Cercle Sportif VIVA et dont leur entraineur était le défunt Elengi Tchalumba, sans oublier leurs membres effectifs Pecos et Fijo. Mashaka Msebengi(SHAJO),Abdallah Ndavo, Chose petit frère Moussa Kinyama étaient recrutes a Matata; les Adecas, Mayaliwa Munga, et Chamala Machine (Bitampalwa) recrutes a Majengo, sans oublier les Kaluta Janvier et son grand frère Beaudouin. Les Maulizo (Jeune Ekeke) et Claude les recrus de Bazoba.Maulizo malgré était de Bazoba évolué dans Viva aussi.Apres la generation de Michele, Bobobo, Wadile Mfume,Acheke Mbulanini, et autres la nouvelle generation a pris relève.La generation Mashakado, Tchondo Machine, Dépense, Taros (Ndeba), Beaugard, Michele Platini, Abassa Lovocho , Mussa Kinyama, etc. Flambeau Vijana étaient les deux équipes qui ont marquees l'histoire dans cette zone , en se rappelant au dernier match opposant les deux lions du terrain, avec leurs nouvelles vareuses Amin-EL-Awaze pour Flambeau et Umbro pour Vijana Prestige. Et après cela la nouvelle generation arriva, Koko Koulibali, défunt Mulala, defunt craka,Massassin kalikile, et sans oublier les autres.
D'autres sports pratiqués à Baraka sont : athlétisme, cyclisme, natation, judo, basket-ball, volley-ball, karaté, canaö-kayak, Gymnastique, land-ball, baseball, patinage, tennis, Taekwondo, tir à corde, etc. En 1971, le jeune Lulinda Lupande Gérard, le père Chima et autres ont été les premiers à parcourir toute la RDCongo à vélo : de Baraka à Lubumbashi, avec des étapes à Kinshasa et Kisangani avant de revenir à Baraka ville. Ces derniers sont les habitants de Baraka qui ont pris part au Tour du Congo-Kinshasa à vélo. Aujourd'hui ce tournoi est nommé Tour de Baraka (Tournoi de cyclisme en RDCONGO).

## Transport
Les moyens de transport à Baraka est en triade:
- aérien par l'aérodrome de Baraka et aéroport de Malinde;
- lacustre par la présence du port de Mushimbakye à la rive du lac Tanganyika et fluvial par le petit port à la rive de la rivière Mutambala dans la commune de Katanga;
- et terrestre par la route nationale 5 (RN5) (Lubumbashi-Kalemie-Fizi-Baraka-Uvira-Bukavu), par les routes secondaires:

1. Kazimia-Kikonde-Sebele-Malinde,
2. Dine-Mwayenga-Kalamba-Kibanga-Nemba-Sebele,
3. Bibokoboko-Mongemonge,
4. Malikya-Katanga,
5. Minembwe-Mukera-Fizi-Malinde,
6. Mukera-Simbi-Malikya, Katanga,
7. Simbi-Lwindi-Kafulo-Mshilwa-Katanga,
8. Mshilwa-Luke-Mwasombo,
9. Kitupu-Kenya-Katanga,
10. Katanga-Lubenga-Mwandiga-Mshimbakye,
11. Fizi-Kibuyu-Kaseke-Malinde,
12. Nakiele-Lweba,
13. Mshimbakye-Bazoba-Matata-AEBAZ-Mwemezi-Kalundja-Kandali-Lweba,
14. Kazimia-Kalamba-Kibanga-Nemba-Sebele
15. Mwambangu-Épela-Macampagne-Kalundja,
16. Étupu-'Yandélé-KenyaII-Mtambala-Lobenga-Katanga.

Baraka se situe au croisement de toutes les routes primaires et secondaires dans le territoire de Fizi. Ce qui fait d'elle la principale ville en importance dans ce territoire.

## Tourisme
Baraka est souvent considérée comme une halte sur le chemin en provenance de Lubumbashi vers Bukavu et Bujumbura. À Baraka, les promenades dans la ville peuvent être un meilleur moyen d'avoir une idée de sa culture. À la suite de cela, on peut assister à des spectacles de danse où l'ambiance de tambours est garantie. À Baraka on peut commencer une visite par la presqu'île d'Ubwari. Ensuite, les îles du lac Tanganyika, la baie Burton, delta de la rivière Mutambala, l'aéroport de Malinde, la chute de Malekya, la montagne de Éangakolo, la plaine de Lobenga ou de Kenya, la digue artificielle de Kenya avec ses 8 km de long, la vallée de Bo'omba, les bâtiments de CotonCo, Boma (la fortification) dans le quartier Bomani ou AEBAZ, construit par les Arabes lors de leur guerre contre les Belges, les cimetières des Arabes, des Belges et des Indiens ainsi que les animaux (hippopotames, crocodiles, tortues, oiseaux, poissons, etc.). Vous pouvez aussi visiter les cimetières de nos vaillants combattants du Congo belge et ceux de 1960 à 2001 et nos acteurs communautaires et religieux, entre autres : Mbavu Moya, Émbolo, Achinga Wa Nyassa, Byaene Akulu Ilangi, Mwene Bolongo, Méthoditi, Mbuto Tanganika, etc. Cette ville a de splendides plages de sable au bord du lac Tanganyika et de beaux plateaux (collines) à l'ouest de la ville; ces derniers dominant toute la ville.

## Communication
À Baraka, on trouve sept antennes radios :
1. Radio Umoja
2. Radio-Télévision nationale congolaise (RTNC),
3. Radio Ngoma ya Amani RNA-Fizi
4. Radio Okapi
5. Radio Baraka
6. Radio Sauti ya Fizi
7. Radio Télé Amani ya Fizi.

De toutes ces Radios, la première est la radio Ngoma Ya Amani RNA - FIZI qui est considérée comme une chaine internationale du territoire, avec ses trois stations radio copter dans tout le territoire, à Lusenda (pays de Grands lacs) sur 88.8 FM, à Baraka et sur sa fréquence normale est 88.00 FM et à Misisi et l'axe maniema sur 90.0 FM, est partout dans le monde grâce à son propre site Web, mais aussi son propre application mobile. Cette radio RNA - FIZI est captée aussi partout dans le monde sur les téléphones mobiles dans l'application tunein www.tunein.com/radiongoma, Il est évident de se connecter à l'ordinateur et au téléphone à partir de Baraka. Donc, la communication par téléphone et par courrier sont faciles dans cette ville.

## Architecture
L'architecture de Baraka est d'origines différentes (africaine, asiatique et occidentale).
À Baraka, on trouve le stade Maendeleo, utilisé pour le football pour ses 20 000 places, et la paroisse Cœur immaculé de Marie construisent par Père Cima, un missionnaire Xavérien, et l'Église méthodiste libre construit par monseigneur Bya'Ene.
Dans cette ville de l'est de la RDC, nous trouvons quelques maisons modernes telles que :
Bâtiment SOCOTA, COOPEC Baraka, Magasin Homba Mungu, étage d'État-Major, Étage Wilondja Kotongo (E/W.K), Bâtiment Kolo Lubanda, castel Katembo Kisasu, castel Luanusha, castel Moshi, castel Kotongo, gentilhommière Anzuruni Bembe, château Dunia Luendama, Hôtel Pilipili, Palais KATI, Maison Kashindi Viduhe, Pharmacie Baraka, Motel M'mbocwa, Auberge Ngeya, Dispensaire Bahati Mulala, Résidence Bisele, Palais Garry Mtuhumo, Palais Nunda, Palais Mwibe, Manoir Éloco, Gentilhommière Lwanuna, Villa James Mulengwa (V/J.M.), Résidence Guillaume Wa Chakubela, Maison Shomari Saustin, Villa Msoshi Miléndé (V/M.M), Motel Mtambala Asifiwe (M/M.A), Motel Jean-Pierre Wapongo (V/J-P.P), Résidence Kileme Muhunga (R/K.M.), Manoir de Asende Amuri ex YAKUTUMBA, Palais Cissa Wa Numbé, Résidence Madame MUNGA, Bureau de la police onusienne, Bureau de fond de la solidarité sociale (B/FSRDC), Bureau du Secteur Mutambala, Bureau de la police congolaise de la Frontière à Baraka, Compound de BARO à BARAKA, villa Jean-Pierre WAPUNGU, villa MAMA LOUISE MUNGA, hôtel MABENGA de Bulebule, pavillon Alembe Tanganika, etc.
Ceux qui sont en construction sont :
Palace moderne Alinoti Mcumbe (P/A.M.), Pavillon contemporain Tanganika BR (P/T.BR), Dépôt ESSAMBO LUKYE (M/ES-L.), Maison moderne DUNIA Mwemedi, Maison d'Erasto Lobendé, Mosquée Moderne des musulmans à Baraka, Bâtiment de la Banque pour le transfert de fonds, Palais de justice, Bureau de la Mairie de Baraka, École Supérieure de Technique de mine de Baraka (ÉSTBA), Hôpital général de Baraka, etc.
À présent, plusieurs grands artistes et dignitaires de la république démocratique du Congo ont déjà acheté des terrains à construire dans la ville de Baraka. Dans deux décennies, la ville de Baraka prendra la renommée, en RDC, comme Hollywood aux États-Unis, Hainan en Chine ou Bollywood en Inde.
Marche À Baraka nous avons le grand marché central de Mwemezi, l'œuvre de Katembo Kisasu et de Mwenemalungu Abaka et MAISON ESCAL l’œuvre d’un député provincial élu le 30-12-2019 Mr.Abúngúlú MATESO. Ce marché rassemble tous les habitants des territoires de Fizi et de Baraka ainsi que ceux des villes de Bukavu, Bujumbura et Kigoma. Il est fonctionnel pendant deux jours dans chaque semaine et il est le premier marché en importance dans ce territoire. Le troisième marché en importance est celui de Katanga au Sud-Kivu. Il existe aussi les marchés quotidiens comme ceux de AEBAZ (Monument), Mwambangu, Lubékyé (Restaurants), Mwandinga(marché des poissons), etc.

## Loisirs
Vers les années 1960-1988, la ville de Baraka a connu plusieurs étapes de loisir dont le plus ancien est Kalobi, Wambuzi, kamlewalewa (mlebo), tambour (achinga wa nyassa), Kangé pour les filles et pour les hommes et un autre jeu de corde (kasisiakaloke). Il y a eu aussi le grand divertissement de Merengue, danse d'origine Afro-latino. La danseuse la plus connue à cette période est Ulemwabo Sakina surnommée Kayanda et sans oublier Appolinaire wa Sembe grand tambouriste de l'époque. 
Après, il y a eu une invention folklorique typiquement barakoise avec la danse Ékonda Sakadé inventée par le jeune Makeba Namwesi surnommé Zizy wa Zizy avec son groupe Leki ya Mongali (Mongali=Mongemonge), qui a amusé la population de cet endroit. Ensuite, il y a eu la création de plusieurs groupes folkloriques comme : Sosoliso-nzoku ya mobali de Babwari (katoto, Msongo), Bella-bella de basinyange, Egunduka de mboko, Mizuka de Bazoba, Utunguluza de Mkangi, Jamiya de catholique, Mkonga des églises protestantes et Lémba de Bahaï. Il y avait aussi les activités théâtrales de different groupes, notamment : Mwenge Theatre, Jeunes Amateurs de theatre en single (JATHE) et Anthos Pililo comme le fondateur du groupe, et meilleur acteur de tout le temps, New Star et autres.Le grand initiateur était Pangu Mulondji Molière, qui en ce moment était professeur de cours de français a l'institut Mwenge wa Taifa.

## Environnement
le Baraka est située au 04° 05′ 38″ S 29° 04′ 58″ E et au rivage du lac Tanganyika avec une altitude moyenne de 820 mètres. Le climat, de type tropical, offre un ensoleillement dominant toute l'année et une température moyenne de 23 °C. Les montagnes des hauts et les moyens plateaux de Fizi s’affrontent des communautés sur des bases ethniques et foncières. Des combats qui font fuir les familles vers la ville de Baraka dans la province du Sud-Kivu.